# Usnea barbata
Pour les articles homonymes, voir Barbe de Jupiter.
Espèce
Usnea barbata, l'usnée barbue, est une espèce de lichens au thalle fruticuleux cylindrique, de la famille des Parmeliaceae. On l'appelle aussi parfois barbe de Saint-Antoine, barbe de Jupiter, barbe de capucin (en France) ou barbe des pierres (en Argentine et au Chili). 

## Dénomination
Des écrivains naturalistes comme Huysmans ou Zola ont nommé négativement ce champignon lichénisé en utilisant la première signification du terme lichen (du grec λειχἠν / leikhḗn, « dartre », maladie de la peau qui dessine des lésions colorées et des plaques sèches, squameuses) pour décrire la décadence physique ou morale de personnages comme des vieillards ou de vieux moines.

## Description
La différenciation de l'espèce par rapport à d'autres usnées de même allure est malaisée voire incertaine car la systématique du genre Usnea est encore très mouvante. Alors qu'on avait distingué de nombreuses espèces par des détails morphologiques, la tendance actuelle est à considérer que le nombre d'espèces réellement différentes est assez restreint mais que leur forme peut varier. Ainsi, il existe un nom binomial illégitime, Usnea barbata sensu auct. brit. p.max.p., aujourd'hui considéré comme synonyme de Usnea filipendula Stirt.

## Répartition
Les usnées barbues sont cosmopolites et généralement présentes un peu partout dans le monde.

## Utilisations
En vertu de la théorie des signatures, on prêtait à ce lichen barbu l'illusoire vertu de faire croître les cheveux des personnes atteintes de calvitie.
« Usnea barbata » est le nom de la préparation homéopathique, élaborée à partir d'extraits d'usnées barbues, utilisée contre les maux de gorge et la toux.

## Systématique
Le nom correct complet (avec auteur) de ce taxon est Usnea barbata (L.) Weber ex F.H. Wigg., 1780.
L'espèce a été initialement classée dans le genre Lichen sous le basionyme Lichen barbatus L., 1753.
Ce taxon porte en français les noms vernaculaires ou normalisés suivants : barbe de Jupiter, barbe de Saint-Antoine, usnée barbue.
Usnea barbata a pour synonymes :
- Lichen barbatus L., 1753
- Parmelia barbata var. barbata , 1832
- Parmelia barbata (L.) Spreng., 1832
- Usnea kirinensis J.D. Zhao, L.W. Hsu & Z.M. Sun, 1975
- Usnea pendula var. barbata (L.) L. Marchand, 1830
- Usnea plicata var. barbata (L.) Fr., 1846

### Liste des formes, sous-espèces et variétés
Selon MycoBank (5 mars 2025) :
- Usnea barbata f. australis (Fr.) Vain., 1901
- Usnea barbata f. barbata
- Usnea barbata f. ceratina (Ach.) Rabenh., 1845
- Usnea barbata f. complanata Müll. Arg., 1892
- Usnea barbata f. dasopoga (Ach.) Ach., 1814
- Usnea barbata f. dasypogoides (Nyl.) F. Wilson, 1893
- Usnea barbata f. denudata Vain., 1903
- Usnea barbata f. erecta (Stein) Rabenh., 1845
- Usnea barbata f. erubescens Stein, 1888
- Usnea barbata f. florida
- Usnea barbata f. glaucescens Kremp.
- Usnea barbata f. gracilis Stein, 1888
- Usnea barbata f. hirta (L.) Rabenh., 1845
- Usnea barbata f. hirtella Arnold, 1886
- Usnea barbata f. incurvescens (Arnold) Boistel, 1903
- Usnea barbata f. intermedia (A. Massal.) Arnold, 1884
- Usnea barbata f. minutissima Mereschk., 1913
- Usnea barbata f. molliuscula Vain., 1896
- Usnea barbata f. plicata (L.) Rabenh., 1845
- Usnea barbata f. pulvinata Anzi, 1865
- Usnea barbata f. pumila Hellb., 1896
- Usnea barbata f. rubiginea (Michx.) Meyen & Flot., 1843
- Usnea barbata f. rustica (Duby) Harm., 1897
- Usnea barbata f. schraderi Dalla Torre & Sarnth., 1902
- Usnea barbata f. sorediifera (Arnold) Arnold, 1884
- Usnea barbata f. spinulifera Vain., 1890
- Usnea barbata f. strigosa (Ach.) R. Howe, 1909
- Usnea barbata f. subhirta Vain., 1896
- Usnea barbata f. subinermis (Vain.) R. Howe, 1915
- Usnea barbata f. subrubiginea Müll. Arg., 1891
- Usnea barbata f. tamborensis Hepp, 1854
- Usnea barbata subsp. barbata
- Usnea barbata subsp. florida (L.) Vain., 1890
- Usnea barbata var. amblyoclada Müll. Arg., 1889
- Usnea barbata var. angulosa Müll. Arg., 1883
- Usnea barbata var. articulata (L.) Ach., 1810
- Usnea barbata var. aspera (Eschw.) Flot., 1843
- Usnea barbata var. asperrima Müll. Arg., 1882
- Usnea barbata var. barbata
- Usnea barbata var. capitulifera Müll. Arg., 1888
- Usnea barbata var. ceratina (Ach.) Schaer.
- Usnea barbata var. comosa (Ach.) Vain.
- Usnea barbata var. cornuta Flot., 1843
- Usnea barbata var. dasopoga (Ach.) Ach., 1810
- Usnea barbata var. dasypoga (Ach.) Fr.
- Usnea barbata var. densirostra (Taylor) Müll. Arg., 1881
- Usnea barbata var. elegans (Stirt.) Müll. Arg., 1889
- Usnea barbata var. farinosa Müll. Arg., 1891
- Usnea barbata var. fastuosa Müll. Arg., 1889
- Usnea barbata var. flaccida Stein, 1881
- Usnea barbata var. florida (L.) Fr.
- Usnea barbata var. glabrescens Nyl. ex Vain., 1878
- Usnea barbata var. graciosa (Motyka) Cretz., 1940
- Usnea barbata var. hieronymii (Kremp.) Müll. Arg.
- Usnea barbata var. hirta (L.) Fr.
- Usnea barbata var. hispidula Müll. Arg., 1894
- Usnea barbata var. incrassata Müll. Arg.
- Usnea barbata var. intermedia A. Massal., 1856
- Usnea barbata var. intestiniformis Ach., 1810
- Usnea barbata var. laevis Mont., 1835
- Usnea barbata var. longissima (Ach.) Schaer., 1850
- Usnea barbata var. microcarpoides (Müll. Arg.) Müll. Arg., 1889
- Usnea barbata var. oxygona Müll. Arg., 1895
- Usnea barbata var. pulverulenta Müll. Arg., 1879
- Usnea barbata var. rigida (Ach.) Redslob, 1862
- Usnea barbata var. rubiginea (Michx.) Meyen & Flot., 1843
- Usnea barbata var. scabrida (Taylor) Müll. Arg., 1879
- Usnea barbata var. scabrosa Müll. Arg., 1879
- Usnea barbata var. simplex Stein, 1881
- Usnea barbata var. sorediifera Arnold, 1875
- Usnea barbata var. strigosa (Ach.) Tuck.
- Usnea barbata var. subcornuta Müll. Arg., 1889
- Usnea barbata var. subelegans Vain., 1890
- Usnea barbata var. substrigosa (Müll. Arg.) Müll. Arg., 1889
- Usnea barbata var. tasmanica Müll. Arg., 1882
- Usnea barbata var. torulosa (Müll. Arg.) Müll. Arg., 1883
- Usnea barbata var. trachyclada Müll. Arg., 1891
- Usnea barbata var. trichodea (Ach.) Hook., 1867
- Usnea barbata var. villosa (Ach.) Koltz, 1897
- Usnea barbata var. xanthopoga Müll. Arg., 1889
- Usnea barbata γ articulata (L.) Ach., 1810

## Publication originale
- Wiggers, FH, Primitiae Florae Holsaticae, 1780, p. 1-112